# Drone Music
Drone Music är ett svenskt skivbolag som ger ut folkmusik. Bolaget startades 1989 av Olle Paulsson och har givit ut musik av artister som Väsen, Johan Hedin, Kraja m.fl.
Den första skivan att utges av bolaget var Väsens självbetitlade debutalbum Väsen.